# チンパン探偵ムッシュバラバラ
『チンパン探偵ムッシュバラバラ』（原題："Lancelot Link, Secret Chimp"）は、アメリカ合衆国のSandler-Burns-Marmer Productionsが制作した実写のアクション・アドベンチャー・コメディーテレビドラマ。1970年9月12日から1971年1月2日までABCで放送。日本では1971年4月5日から同年7月26日にかけてNET（現テレビ朝日）で月曜19時30分に放映された。
出演者はすべてチンパンジーで、人間のような役柄を演じている。秘密エージェントやスパイものをパロディにしたコメディで、APE（"the Agency to Prevent Evil"）とCHUMP（"the Criminal Headquarters for Underworld Master Plan"）の対立を描いている。同時期のチンパンジーが出演したドラマに、1974年（昭和49年）から放送された『ゆかいなチンパン』（原題："Me and the Chimp"）があるが、これは人間の家庭で飼育されるチンパンジーの物語で、出演者の大多数は人間である。

## 主なキャラクター

### APE
ムッシュバラバラ
演 - トンガ、声 -  デイトン・アレン / 鈴木やすし
パンジー
演 - デビー、声 - ジョアン・ガーバー / 増山江威子
シャーネル長官
声 - デイトン・アレン / 人見明

### CHUMP
ゲバルト大佐
声 - コロムビア・トップ
ダレール
声 - 大泉滉
マダム大三元
声 - 桜京美
ワンタンメン
声 - 海野かつを
ドクター・ワル
声 - 緑川稔

### その他
ナレーション
三笑亭夢楽

## スタッフ
- 監督 - パット・シールズ
- 製作 - アラン・サンドラー
- 脚本 - スタン・バーンズ、マイク・マーマー
- 音楽 - ボブ・エメネッガー
- 共同製作 - スタン・バーンズ、マイク・マーマー

## 日本語版主題歌
発売元はテイチク/ユニオンレコード（現：テイチクエンタテインメント、規格品番：KU-601）。
オープニングテーマ 「チンパン探偵ムッシュバラバラ」(テレビ放送版)
作詞：島村葉二 / 作曲・編曲：橋場清 / 歌：グリーン・ブライト
出だしは「八木節」のパロディ。
カバー版も存在する。
挿入歌「ぼくに魔法がつかえたら」
作詞：島村葉二 / 作曲・編曲：橋場清 / 歌：グリーン・ブライト